# 尾花岬
尾花岬（日语：／）是北海道最西端的海角，面向日本海。周围有天狗岳和毛無山，围绕着险峻的海岸线。北海道道740号北檜山大成線经过，起初在离角7公里处戛然而止，2013年4月24日开放了3,395米的大田隧道经过海角。太田集落的太田神社中拜殿可瞭望海角。

## 引用
1. ↑  . せたな町.   [2020-06-13]. （原始内容存档于2020-06-13）.
2. ↑  . SETA navi. せたな観光協会.   [2020-06-13]. （原始内容存档于2023-07-11）.